# 弗兰克·米勒
弗兰克·米勒（英語：Frank Miller，1957年1月27日—）是一位著名的美国漫画家，他同时也是电影导演、编剧和演员。出生于美国马里兰州奥尔尼镇（Olney）。他的主要作品是：《蝙蝠侠：黑骑士再现》、《蝙蝠侠：第一年》、《罪恶之城》、《夜魔俠：重生》、《300壯士：斯巴達的逆襲》和《黑天使》。

## 早年生活
弗兰克·米勒于1957年1月27日出生于美国马里兰州的奥尔尼镇（Olney），成长在佛蒙特州的蒙彼利埃，在七个兄弟姐妹中排行第五，母亲是一名护士，父亲則是一名木工兼电工。

## 职业生涯和作品

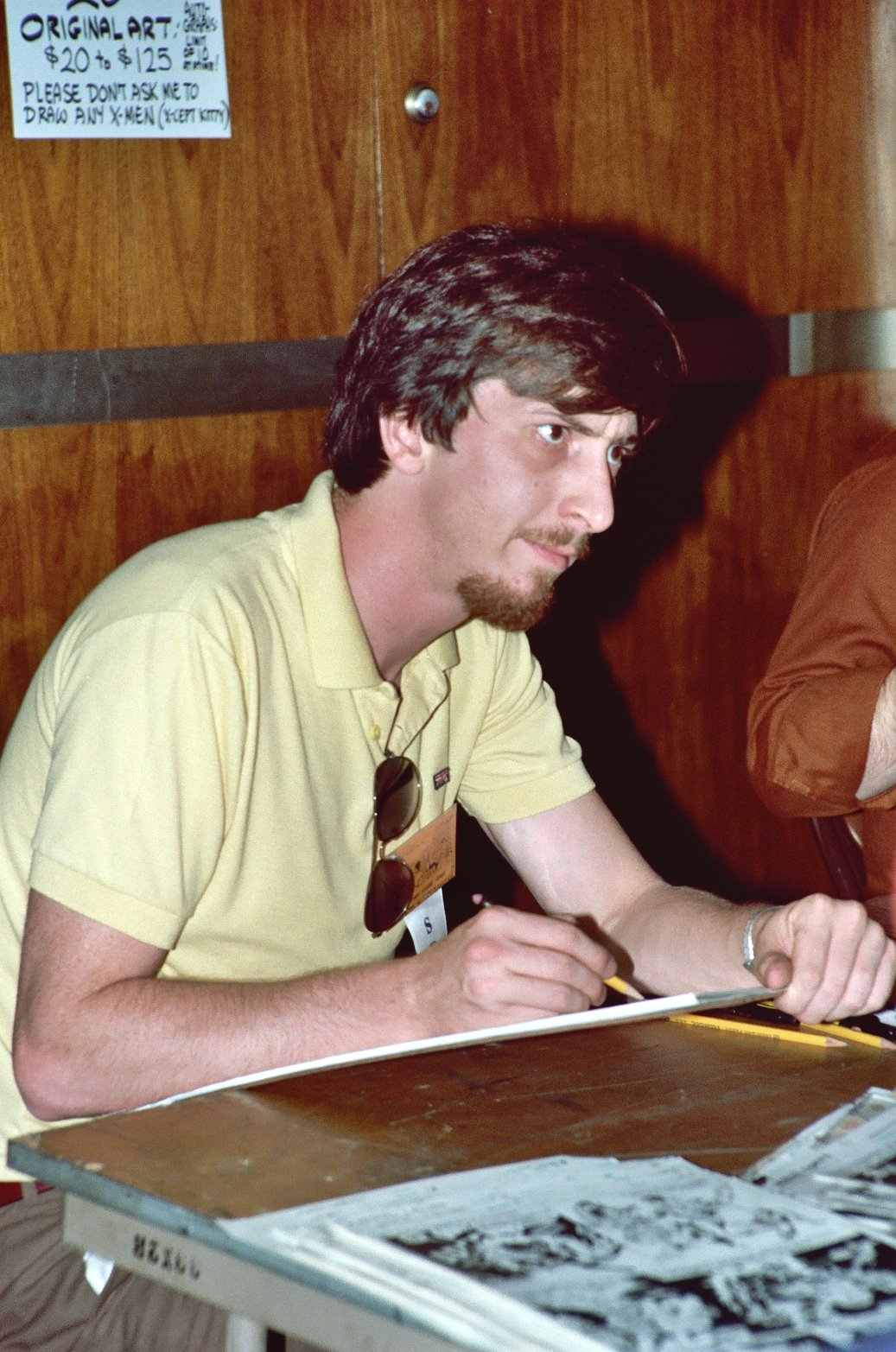
1982年Comic-Con漫画大会

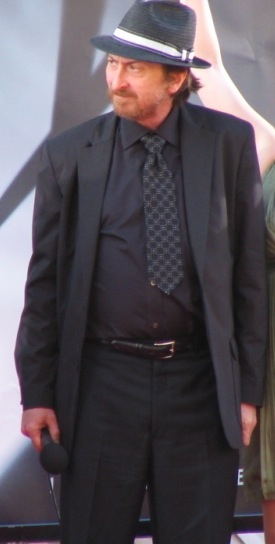
2008年《X档案：我要相信》首映式

- 1978年他的处女作短篇漫画《皇家宴会》发表在于《黄昏地带》杂志的第84期，篇幅只有3页。在接下来的第85期则又刊登了他的另一个短篇《无尽的云》，也只有短短的5页。[4]
- 1978年11月，他第一次为漫威漫画创作的17页漫画《来自火星的杀手专家（第三集）》发表在《约翰·卡特：火星的军阀》第18期上。
- 1979年2-3月，他为漫威漫画创作了《彼德·帕克：引人入胜的蜘蛛人（英语：The Spectacular Spider-Man）》第27、28期，其中，夜魔俠是这部作品的客串角色。[3]
- 1979年，弗兰克·米勒向编辑提出能否由他来独自绘画《夜魔俠》漫画，主编同意了这个提议。1979年，米勒作为刚刚“上路”不久的新画家，正式全面接手《夜魔俠》连载。[5]
- 1979年5月，《夜魔俠》第158期，是弗兰克·米勒创作的第一部《夜魔俠》作品。[5]
- 1980年，弗兰克·米勒为DC漫画创作了一个短小的漫画作品：《蝙蝠俠：圣诞故事》，这是他第一次接触“蝙蝠俠”的创作。[5]
- 1981年1月，在《夜魔俠》第168期，弗兰克·米勒创造了一个新角色：女忍者雇佣杀手“艾莉卡”。之后弗兰克·米勒把她设计成“夜魔俠”的爱侣，并且创作了一个独立的“黑天使”的故事，发表在《怪诞的冒险（Bizarre Adventures）》第28期上（1981年10月）。[5]
- 1982年9-12月，弗兰克·米勒和他人合作共同创作了《金刚狼》第一至第四期。[5]
- 1983-1984年，弗兰克·米勒为另一家漫画出版公司“DC漫画”创作了短篇故事《浪人（Ronin）》——这是他自己拥有版权的第一部漫画。[5]
- 1985-1986年，弗兰克·米勒重返夜魔侠的创作。他作为编剧创作了独立的故事《荒原》作为《夜魔俠》第219期（1985年6月），他也是第226期的共同编剧之一。他创作了连续七期的小故事《夜魔俠：重生》作为第227-233期（1986年2-8月）。[5]
- 1986年，弗兰克·米勒为DC漫画创作了一个只有四期的小系列《蝙蝠俠：黑暗骑士回归》。[5]
- 1986年，弗兰克·米勒和画家比尔·显克维奇创作了《夜魔俠：爱和战争》。他们还为史诗漫画（英语：Epic Comics）创作了8期短篇漫画《黑天使：刺客》。
- 1987年，弗兰克·米勒和马祖雪梨（Mazzuchelli）共同创作了《蝙蝠侠：第一年》作为《蝙蝠侠》第404-407期。这是他近期关于《蝙蝠侠》的最后创作。[5]
- 此时，由于弗兰克·米勒反对在漫画业中引入评审机制，他拒绝继续为DC漫画进行任何创作。从那时起，他就成为了维护创作权，和反对漫画业中的评审机制的主要声音。此后他声明将仅仅通过独立出版商黑马漫画出版他的作品。此时他同与他长时间合作的着色师林恩·瓦利（英语：Lynn Varley）一起创作了《黑天使：复活》。
- 1990年，弗兰克·米勒发表了《给我自由》等一系列中短篇作品。
- 1990年，弗兰克·米勒作为编剧创作了《機器戰警2》和《機器戰警3》的剧本。[5]
- 1991年，弗兰克·米勒创作了他的第一集《萬惡城市》漫画。连载在“黑马漫画”第51-62期。这是他首次完全独立创作的作品。《萬惡城市》系列是他一生当中最重要的作品系列。
- 1993年，弗兰克·米勒和画家小約翰·羅密塔（英语：John Romita Jr.）为漫威漫画创作了短篇连续漫画《夜魔俠：无畏之人》。[5]
- 1995年，弗兰克·米勒和丹诺（Darrow）合作创作《大个子和爆走小子（Big Guy and Rusty the Boy Robot）》，1999年改编成动画系列播放在福克斯少儿频道。
- 1998年，弗兰克·米勒和着色师林恩·瓦利（英语：Lynn Varley）共同创作的漫画《斯巴达300勇士》。
- 2005年，弗兰克·米勒在DC漫画全力邀请之下，再次执笔蝙蝠侠题材的漫画《全明星蝙蝠侠与罗宾》。[5]
- 2005-2007年，他与导演罗伯特·罗德里格兹将他的漫画《萬惡城市》和《300壯士：斯巴達的逆襲》改编成电影，获得了巨大成功。
- 2006年，弗兰克·米勒宣布他的下一部“蝙蝠侠”系列作品是《蝙蝠侠：圣战》，将表现反恐题材。[6]
- 2006年，圣地亚哥漫画大会，米勒宣布他将执导电影《閃靈俠》[7]
- 2009年，圣地亚哥漫画大会，米勒展示了他的漫画作品《300》的续集的草稿。

## 政治立场
2007年1月24日，弗兰克·米勒在接受国家公共电台采访时，他针对伊拉克战争表述如下：
|  | 在珍珠港事件之后，没有人怀疑我们为什么要攻击纳粹德国，因为当时我们正处在全球性的法西斯主义之中。我们现在在做同样的事。 |

## 获奖

### 埃斯纳奖（Eisner Awards）
- 最佳短篇故事（Best Short Story） - 1995年
- 最佳限量系列（Best Finite Series/Limited Series） - 1991年, 1995年, 1996年, 1999年
- 最佳画册：新作（Best Graphic Album: New） - 1991年
- 最佳画册：重印（Best Graphic Album: Reprint） - 1993年, 1998年
- 最佳编剧/画家（Best Writer/Artist） - 1991年, 1993年, 1999年
- 最佳画家/草稿师/上墨师或者草稿师/上墨师组（Best Artist/Penciller/Inker or Penciller/Inker Team） - 1993年

### 科比奖（Kirby Awards）
- 最佳单行本（Best Single Issue） - 1986年, 1987年
- 最佳画册（Best Graphic Album）- 1987年
- 最佳编剧/画家（Best Writer/Artist） - 1986年
- 最佳艺术小组（Best Art Team） -  1987年

### 哈维奖（Harvey Awards）
- 最佳连续/限量系列（Best Continuing or Limited Series） - 1996年, 1999年
- 最佳原创画册（Best Graphic Album of Original Work） - 1998年
- 最佳国内重印制作（Best Domestic Reprint Project） - 1997年

### 戛纳电影节
- 金棕榈奖 - 2005年 (提名)